# Priceomyces melissophilus
Priceomyces melissophilus är en svampart som först beskrevs av van der Walt & Klift, och fick sitt nu gällande namn av M. Suzuki & Kurtzman 20 10. Priceomyces melissophilus ingår i släktet Priceomyces och familjen Debaryomycetaceae.   Inga underarter finns listade i Catalogue of Life.